# Championnats du monde de pétanque 2006
Navigation
Édition précédente Édition suivante
Les championnats du monde de pétanque 2006 est une édition des championnats du monde de pétanque. 

## Présentation
Cette compétition constitue la 42e édition des triplettes séniors, la 7e édition en tir de précision sénior, la 10e édition des triplettes séniors féminines et la 3e édition du tir de précision sénior féminine. Elle se déroule à Grenoble (France) du 20 au 24 septembre 2006.

## Résultats[1]

### Triplette sénior[2]

#### Huitième de finale de poules

##### Poule 1
| Tour    | Match   | Gagnant | Score | Perdant |
| Tour 1  | Match 1 | Italie  | bat   | Bénin   |
|         | Match 2 | Italie  | bat   | Suisse  |
| Barrage | Match 3 | Suisse  | bat   | Bénin   |

##### Poule 2
| Tour    | Match   | Gagnant    | Score | Perdant    |
| Tour 1  | Match 1 | Tunisie    | bat   | Allemagne  |
|         | Match 2 | Madagascar | bat   | Guinée     |
| Tour 2  | Match 3 | Tunisie    | bat   | Madagascar |
|         | Match 4 | Allemagne  | 13-12 | Guinée     |
| Barrage | Match 5 | Allemagne  | bat   | Madagascar |

##### Poule 3
| Tour    | Match   | Gagnant   | Score | Perdant  |
| Tour 1  | Match 1 | Espagne   | bat   | France 2 |
|         | Match 2 | Thaïlande | bat   | Canada   |
| Tour 2  | Match 3 | France 2  | bat   | Canada   |
|         | Match 4 | Thaïlande | 13-12 | Espagne  |
| Barrage | Match 5 | France 2  | bat   | Espagne  |

##### Poule 4
| Tour    | Match   | Gagnant  | Score | Perdant       |
| Tour 1  | Match 1 | Algérie  | bat   | France        |
|         | Match 2 | Belgique | bat   | Côte d'Ivoire |
| Tour 2  | Match 3 | France   | bat   | Côte d'Ivoire |
|         | Match 4 | Algérie  | bat   | Belgique      |
| Barrage | Match 5 | France   | bat   | Belgique      |

#### Phase finale
| Nation    | Score | Nation    |
| --------- | ----- | --------- |
| France    | 13-9  | France 2  |
| Thaïlande | bat   | Suisse    |
| Italie    | bat   | Allemagne |
| Tunisie   | bat   | Algérie   |

| Nation  | Score | Nation    |
| ------- | ----- | --------- |
| France  | 13-5  | Italie    |
| Tunisie | 13-4  | Thaïlande |

| Nation | Score | Nation  |
| ------ | ----- | ------- |
| France | 15-3  | Tunisie |

### Tir de précision sénior[3]

#### Phase finale
| Nation                | Score | Nation                   |
| --------------------- | ----- | ------------------------ |
| Thaloengkiat Phusa-Ad | 39-19 | Gianni Laigueglia Italie |
| Nestor Guevara        | 31-30 | Sami Attalah Tunisie     |

| Nation                 | Score | Nation                   |
| ---------------------- | ----- | ------------------------ |
| Thaloengkiat Phusa-Ad* | 31-31 | Nestor Guevara Argentine |

* Thaloengkiat Phusa-Ad vainqueur du barrage à une boule à 7 mètres : 10-4.

### Triplette sénior féminine

#### Phase finale
| Nation          | Score | Nation   |
| --------------- | ----- | -------- |
| Madagascar      | bat   | Slovénie |
| Thaïlande       | bat   | Tchéquie |
| France 2        | 13-1  | Portugal |
| France          | bat   | Italie   |
| Thaïlande 2     | bat   | Tahiti   |
| Tunisie         | bat   | Espagne  |
| Grande Bretagne | bat   | Belgique |
| Suède           | bat   | Canada   |

| Nation    | Score | Nation          |
| --------- | ----- | --------------- |
| Tunisie   | 13-0  | France 2        |
| Suède     | 13-12 | Thaïlande 2     |
| Thaïlande | 13-9  | Madagascar      |
| France    | 13-2  | Grande Bretagne |

| Nation    | Score | Nation |
| --------- | ----- | ------ |
| Thaïlande | 13-0  | Suède  |
| Tunisie   | 13-5  | France |

| Nation    | Score | Nation  |
| --------- | ----- | ------- |
| Thaïlande | 15-7  | Tunisie |

### Tir de précision sénior féminine[4]

#### Phase finale
| Nation             | Score | Nation              |
| ------------------ | ----- | ------------------- |
| Angélique Colombet | 41-26 | Milleklsen Danemark |
| Thongsri Thamakord | bat   | ?                   |
| Vanessa Webb       | bat   | ?                   |
| Karin Rudlofs      | bat   | ?                   |

| Nation             | Score | Nation                  |
| ------------------ | ----- | ----------------------- |
| Angélique Colombet | 61-17 | Vanessa Webb Angleterre |
| Thongsri Thamakord | 31-25 | Karin Rudlofs Pays-Bas  |

| Nation             | Score | Nation                       |
| ------------------ | ----- | ---------------------------- |
| Angélique Colombet | 50-36 | Thongsri Thamakord Thaïlande |

## Podiums
| Épreuve                          | Or                                                                                 | Argent                                                            | Bronze                                                                           |
| -------------------------------- | ---------------------------------------------------------------------------------- | ----------------------------------------------------------------- | -------------------------------------------------------------------------------- |
| Triplette sénior                 | Sylvain Dubreuil - Didier Chagneau - Michel Loy - Pascal Milei                     | Sami Atallah - Nabil El Bey - Khaled Lakhal - Mohamed Ferjani     | Maurizio Biancotto - Fabio Dutto - Gianni Laigueglia - Simon Salto               |
| Triplette sénior                 | Sylvain Dubreuil - Didier Chagneau - Michel Loy - Pascal Milei                     | Sami Atallah - Nabil El Bey - Khaled Lakhal - Mohamed Ferjani     | Thaloengkiat Phusa-Ad - Suksan Piachan - Yindeesab Somyos - Niklum Vinai         |
| Tir de précision sénior          | Thaloengkiat Phusa-Ad                                                              | Nestor Guevara                                                    | Gianni Laigueglia                                                                |
| Tir de précision sénior          | Thaloengkiat Phusa-Ad                                                              | Nestor Guevara                                                    | Sami Atallah                                                                     |
| Triplette sénior féminine        | Noknoi Youngcham - Phantipha Wongchuvej - Thongsri Thamakord - Boonyoum Kamsawaung | Mouna Beji - Monia Sahal - Nadia Ben Abdessalem - Saoussen Belaid | Ranya Kouadri - Florence Schopp - Angélique Colombet - Marie-Christine Virebayre |
| Triplette sénior féminine        | Noknoi Youngcham - Phantipha Wongchuvej - Thongsri Thamakord - Boonyoum Kamsawaung | Mouna Beji - Monia Sahal - Nadia Ben Abdessalem - Saoussen Belaid | Lotta Larsson - Emma Kohalmi - Matilda Bostrom - Jessica Johansson               |
| Tir de précision sénior féminine | Angélique Colombet                                                                 | Thongsri Thamakord                                                | Vanessa Webb                                                                     |
| Tir de précision sénior féminine | Angélique Colombet                                                                 | Thongsri Thamakord                                                | Karin Rudolfs                                                                    |

## Tableau des médailles
| Rang  | Nation     | Or | Argent | Bronze | Total |
| ----- | ---------- | -- | ------ | ------ | ----- |
| 1     | Thaïlande  | 2  | 1      | 1      | 4     |
| 2     | France     | 2  | 0      | 1      | 3     |
| 3     | Tunisie    | 0  | 2      | 1      | 3     |
| 4     | Argentine  | 0  | 1      | 0      | 1     |
| 5     | Italie     | 0  | 0      | 2      | 2     |
| 6     | Suède      | 0  | 0      | 1      | 1     |
| 6     | Angleterre | 0  | 0      | 1      | 1     |
| 6     | Pays Bas   | 0  | 0      | 1      | 1     |
| Total | Total      | 4  | 4      | 8      | 16    |